# Karel Pěnek
Karel Pěnek (13. září 1948 – 24. června 2014) byl český fotbalista, útočník.

## Fotbalová kariéra
V československé lize hrál za Spartu Praha a LIAZ Jablonec. Nastoupil ve 4 ligových utkáních. Gól v lize nedal. V nižších soutěžích hrál i za Duklu Tábor, Spolanu Neratovice a Frutu Vojkovice.

## Ligová bilance
| Ročník                                     | Zápasy | Góly | Klub               |
| ------------------------------------------ | ------ | ---- | ------------------ |
| 1. československá fotbalová liga 1971/1972 | 1      | 0    | Sparta Praha       |
| 1. československá fotbalová liga 1972/1973 | 2      | 0    | Sparta Praha       |
| 2. československá fotbalová liga 1973/1974 | -      | -    | LIAZ Jablonec      |
| 1. československá fotbalová liga 1974/1975 | 1      | 0    | LIAZ Jablonec      |
| Česká národní fotbalová liga 1978/1979     | -      | -    | Spolana Neratovice |
| CELKEM 1. liga                             | 4      | 0    |                    |